# Wapen van Zaamslag

Wapen van Zaamslag

Het wapen van Zaamslag werd op 31 juli 1817 bevestigd door de Hoge Raad van Adel aan de Zeeuwse gemeente Zaamslag. Per 1 april 1970 ging Zaamslag op in de gemeente Terneuzen. Het wapen van Zaamslag is daardoor definitief komen te vervallen als gemeentewapen. In het wapen van Terneuzen van 1970 tot 2002 is in het schouderschild een zwaluw opgenomen ter verwijzing naar Zaamslag (zie verder de paragraaf verklaring). In het huidige gemeentewapen van Terneuzen is het schouderschild verwijderd.

## Blazoenering
De blazoenering van het wapen luidde als volgt:
In zilver 3 weversspoelen van sabel, geplaatst 2 en 1
De heraldische kleuren zijn zilver (wit) en sabel (zwart). 

## Verklaring
Hoewel in het register van de Hoge Raad van Adel wordt gesproken over weversspoelen, kent Zaamslag zelf geen traditie in het weven. Vermoedelijk gaat het om zwaluwen die vereenvoudigd zijn tot de bekende vormen. Echter een link tussen Zaamslag en zwaluwen is niet bekend. Wel werd om deze reden een zwaluw opgenomen in het schouderschild van het tweede wapen van Terneuzen van 1970 tot 2002.
Overigens is het gemeentewapen heel anders dan het wapen van de Ambachtsheerlijkheid Zaamslag, Aandijke en Aene

## Verwante wapens

Wapen van Terneuzen 1970-2002

Aagtekerke
· Aardenburg
· Arnemuiden
· Axel
· Baarland
· Bath
· Biervliet
· Biggekerke
· Bloois
· Bommenede
· Borssele
· Boschkapelle
· Botland
· Breskens
· Brigdamme
· Brijdorpe
· Brouwershaven
· Bruinisse
· Burgh
· Buttinge
· Cadzand
· Clinge
· Colijnsplaat
· Domburg
· Dreischor
· Driewegen
· Duiveland
· Duivendijke
· Elkerzee
· Ellemeet
· Ellewoutsdijk
· Eversdijk
· Gapinge
· Graauw en Langendam
· 's-Gravenpolder
· Grijpskerke
· Groede
· Haamstede
· 's-Heer Abtskerke
· 's-Heer Arendskerke
· 's-Heer Hendrikskinderen
· 's-Heerenhoek
· Heille
· Heinkenszand
· Hengstdijk
· Hoedekenskerke
· Hoek
· Hontenisse
· Hoofdplaat
· Hoogelande
· IJzendijke
· Kapelle
· Kats
· Kattendijke
· Kerkwerve
· Klaaskinderkerke
· Kleverskerke
· Kloetinge
· Koewacht
· Kortgene
· Koudekerke
· Krabbendijke
· Kruiningen
· Looperskapelle
· Maire
· Mariekerke
· Meliskerke
· Middenschouwen
· Nieuw- en Sint Joosland
· Nieuwerkerk
· Nieuwerkerke
· Nieuwlande
· Nieuwvliet
· Nisse
· Noordgouwe
· Noordwelle
· Oostburg
· Oosterland
· Oostkapelle
· Oost-Souburg
· Oost- en West-Souburg
· Ossenisse
· Oud-Vossemeer
· Oudelande
· Ouwerkerk
· Overslag
· Ovezande
· Philippine
· Poortvliet
· Renesse
· Rengerskerke en Zuidland
· Retranchement
· Rilland
· Rilland-Bath
· Ritthem
· Sas van Gent
· Scherpenisse
· Schoondijke
· Schore
· Serooskerke (Schouwen-Duiveland)
· Serooskerke (Veere)
· Sinoutskerke en Baarsdorp
· Sint Anna ter Muiden
· Sint-Annaland
· Sint Jansteen
· Sint Kruis
· Sint Laurens
· Sint-Maartensdijk
· Sint Philipsland
· Sirjansland
· Sluis
· Sluis-Aardenburg
· Stavenisse
· Stoppeldijk
· Valkenisse (Walcheren)
· Valkenisse (Zuid-Beveland)
· Vogelwaarde
· Vrouwenpolder
· Waarde
· Waterlandkerkje
· Wemeldinge
· West-Souburg
· Westdorpe
· Westenschouwen
· Westerschouwen
· Westkapelle
· Westkapelle-Buiten en Sirpoppekerke
· Westkerke
· Wissekerke
· Wissenkerke
· Wolphaartsdijk
· Yerseke
· Zaamslag
· Zierikzee
· Zonnemaire
· Zoutelande
· Zuiddorpe
· Zuidzande
· Zwake

Dorpswapens: Geersdijk
· Hansweert
· Kamperland